# Davis (Illinois)
Pour les articles homonymes, voir Davis.
Davis est un village du comté de Stephenson, dans l'Illinois, aux États-Unis. Au recensement de 2010, la population était de 667 habitants.

## Démographie
| Groupe            | Davis | Illinois | États-Unis |
| ----------------- | ----- | -------- | ---------- |
| Blancs            | 98,5  | 71,5     | 72,4       |
| Métis             | 0,6   | 2,3      | 2,9        |
| Asiatiques        | 0,6   | 4,6      | 4,8        |
| Autres            | 0,3   | 21,6     | 19,9       |
| Total             | 100   | 100      | 100        |
|                   |       |          |            |
| Latino-Américains | 0,2   | 15,8     | 16,7       |

Selon l'American Community Survey, pour la période 2011-2015, 94,54 % de la population âgée de plus de 5 ans déclare parler l'anglais à la maison, 1,68 % déclare parler l'arabe, 0,98 % l'espagnol, 0,98 % le tagalog, 0,70 % l'allemand et 1,12 % une autre langue.